# Daucus carota
Espèce
Daucus carota, en français Carotte sauvage, Carotte commune, Daucus carotte ou simplement Carotte, est une espèce de plantes à fleurs dicotylédones de la famille des Apiaceae, originaire des régions tempérées de l'Ancien monde.
Les carottes cultivées appartiennent à la sous-espèce Daucus carota subsp. sativus.

## Description

### Appareil végétatif

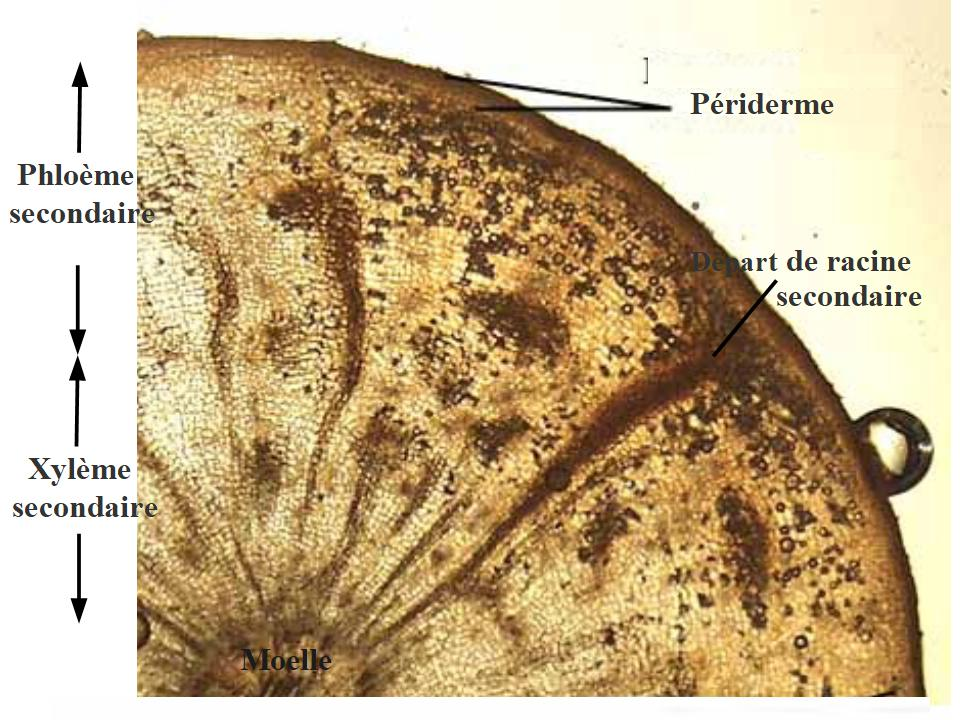
Coupe transversale de la racine montrant le phloème secondaire hypertrophié.

La carotte sauvage est une plante herbacée érigée, souvent annuelle, parfois bisannuelle, faisant jusqu'à 50 cm de hauteur au stade de maturité végétative, et jusqu'à 150 cm au moment de la floraison. La racine pivotante droite, conique à cylindrique, de 5 à 50 cm de long et de 2 à 5 cm de diamètre au niveau du collet, comporte de nombreuses racines secondaires fibreuses.
Tout comme le radis et la betterave, la tubérisation de cette racine correspond à l'hypertrophie de l'hypocotyle et d'une petite partie de la racine pivot. Cette transformation de la racine en organe de réserve, le tubercule, est due principalement au développement du phloème secondaire.
Le xylème secondaire développé participe néanmoins au stockage des glucides, principalement du saccharose, dans les vacuoles des cellules parenchymateuses. La plante a une solide tige, pleine, avec une consistance plutôt coriace, à section ronde. Elle a une surface striée, rêche et hispide. Elle est parfois ramifiée dans sa partie supérieure.
Elle est parcourue par des canaux sécréteurs, particulièrement abondants dans les cannelures de la hampe florale qui fait de 10 à 55 cm de long.
Les feuilles basales de la rosette ont des pétioles de 2 à 12 cm de long. Oblongues à triangulaires, elles sont composées pennées (feuille bi à tripennatiséquée), formées de 10 à 15 folioles, elles-mêmes formées de segments séparés linéaires à lancéolés (de 2 à 15 mm de long, 0.8 à 4 mm de large).
Leur face supérieure est glabre ou glabrescente, leur face inférieure poilue. Les feuilles caulinaires sont subpétiolées ou ont des pétioles dressés et des lobules terminaux petits ou minces.

### Appareil reproducteur
Les fleurs, généralement de petite taille due à l'inflorescence relativement condensée, sont obovales, de couleur blanc terne, sont regroupées dans des ombelles denses et aplaties, comprenant de 20 à 40 rayons grêles inégaux et arqués. Les fleurs à symétrie pentamère peuvent être roses lorsqu'elles sont en bouton. L'ombelle peut présenter en son centre une minuscule fleur rouge, bordeaux ou brune, colorée par des anthocyanines.
L'involucre est composé de 7 à 13 bractées pennées ou trifurquées, caractère qui permet de différencier la plante d'autres ombellifères à fleurs blanches. Ces bractées de 0.3 à 3 cm de long sont couronnées par un long apex et entourées de marges scarieuses. Chaque ombellule porte de 5 à 7 bractéoles légèrement scarieuses, aux marges blanches ciliées. Le périanthe est constitué d'un calice à 5 sépales minuscules à dents dressées ou absents (perte évolutive), et d'une corolle à 5 pétales libres émarginés, à limbe recourbé vers l'intérieur.
L'androcée est isostémone, avec 5 étamines alternipétales, à filets libres, et avec des anthères à déhiscence longitudinale. Le gynécée comprend deux carpelles antéro-postérieurs, soudés en un ovaire infère à deux carpelles.
Au fur et à mesure de la montée en graines, les ombelles de certaines sous-espèces se recourbent vers le haut sur les bords, devenant plus encombrées et développant une surface concave, l'infrutescence formant une sorte de nid, d'où le nom vernaculaire de « nid d'oiseau » donné à cette plante,. À la fin du cycle de vie, ces nids s'ouvrent et se referment en fonction de l’humidité atmosphérique ce qui permet de libérer  progressivement les diakènes au cours de l’arrière-saison, cet échelonnement augmentant les chances d'un environnement récepteur favorable. Lorsque les ombelles desséchées se détachent de la plante, elles se transforment en virevoltant.
Le fruit est un schizocarpe oblong-ovoïde aplati (de 3 à 4 mm de long, 1.5 à 2 mm de large), se séparant à maturité en deux méricarpes à graine unique, à cinq côtes primaires hérissées de soies divergentes et quatre côtes secondaires portant une rangée d'épines crochues en alène (selon qu'ils sont ébarbés ou non, on en compte respectivement de 950 à 700 au gramme). Ce fruit est botaniquement parlant un diakène portant un style court et des aiguillons crochus qui favorisent l'épizoochorie.

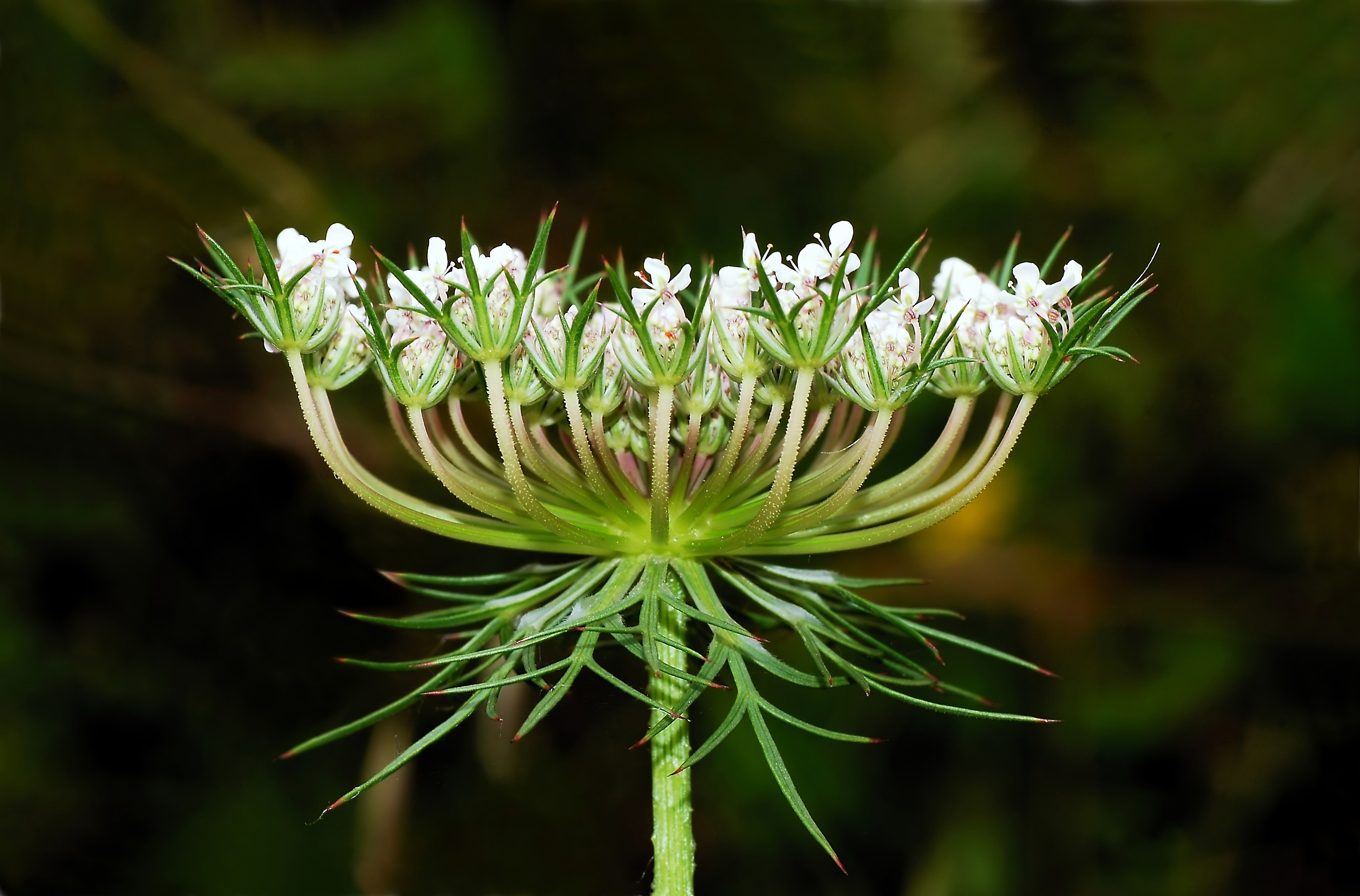
Ombelle de carotte sauvage (Daucus carota), diamètre : 8 cm.
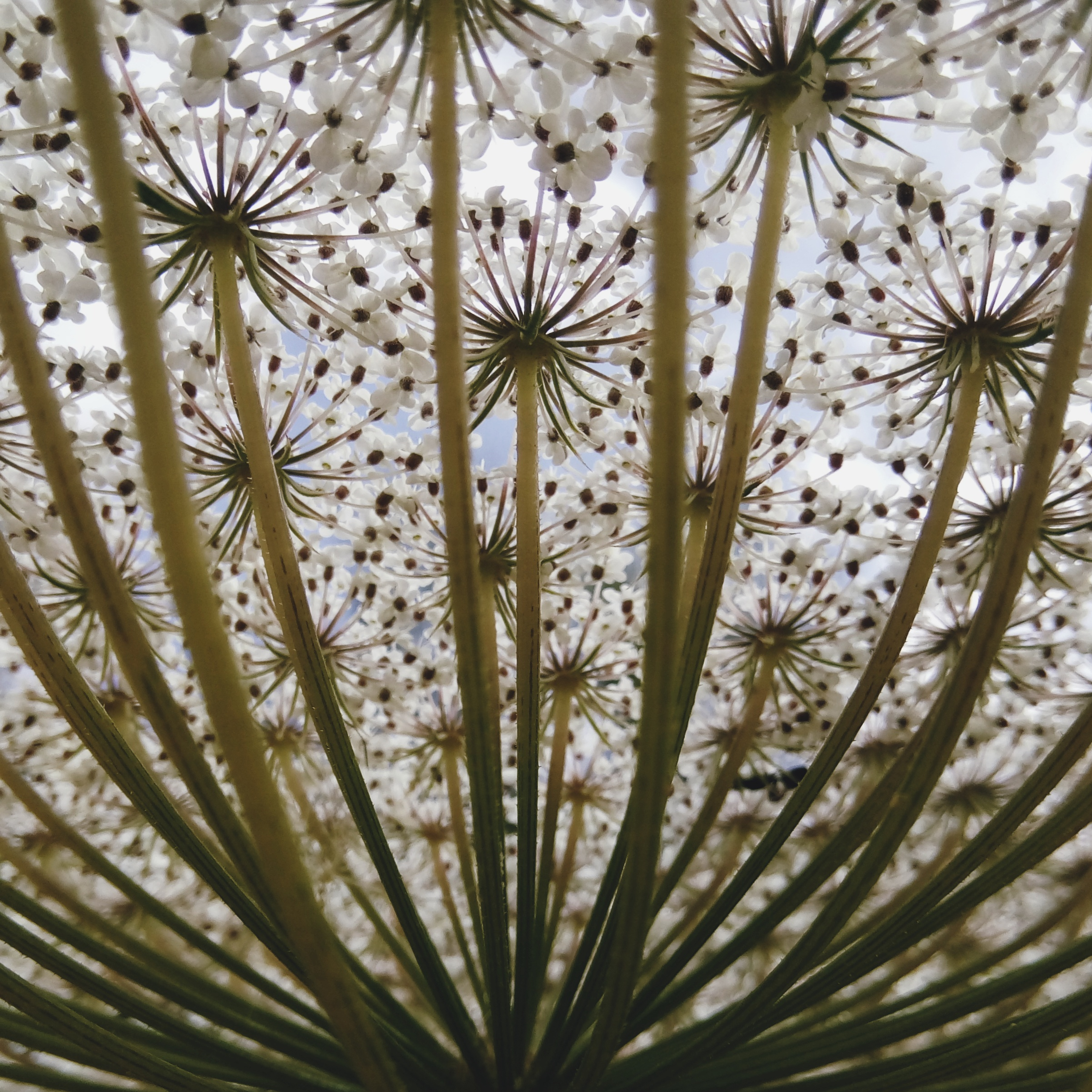
Fleur de Daucus carota (vue d'en bas).
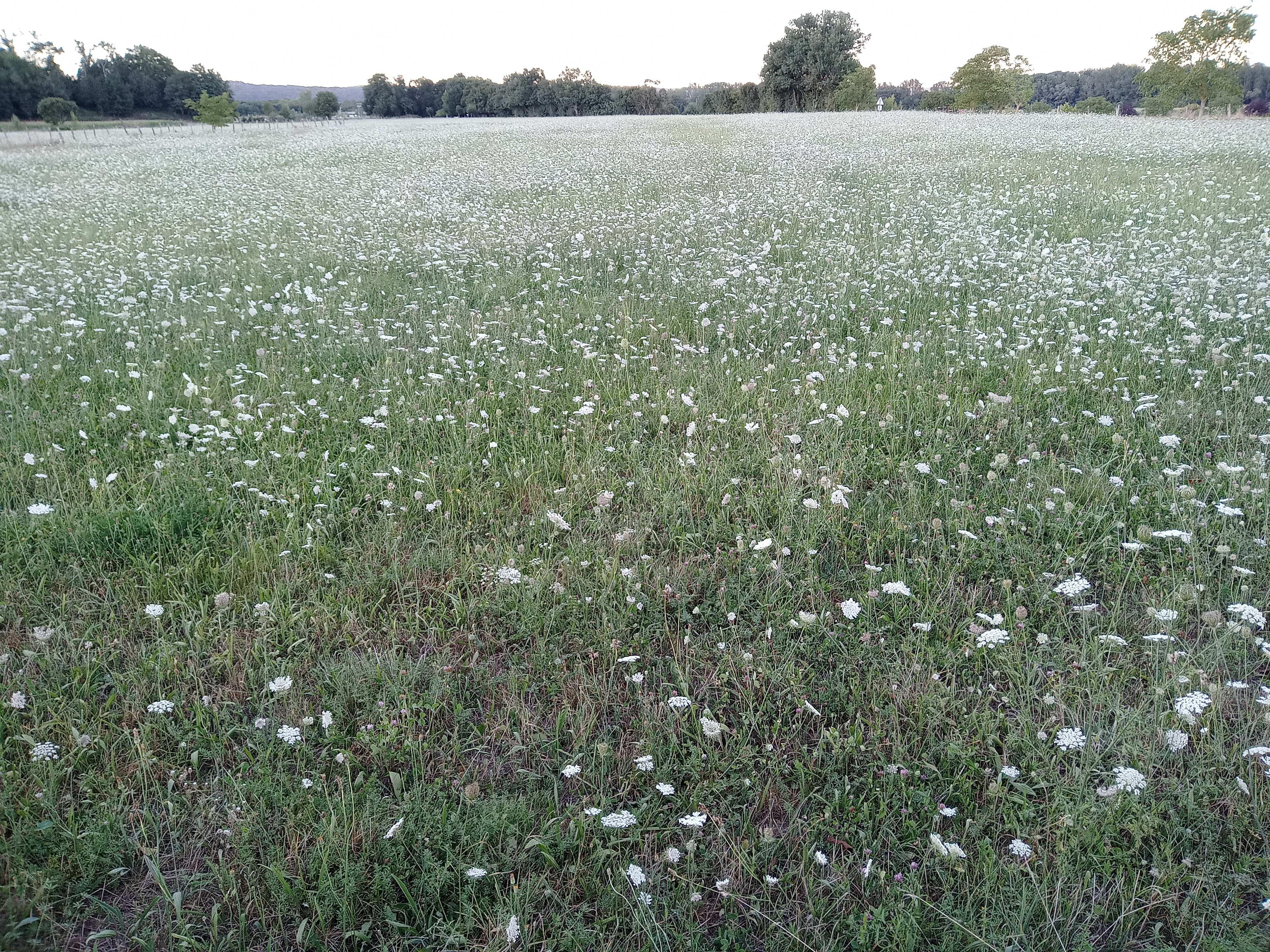
Fleurs de carotte sauvage dans un pré en Haute-Garonne.
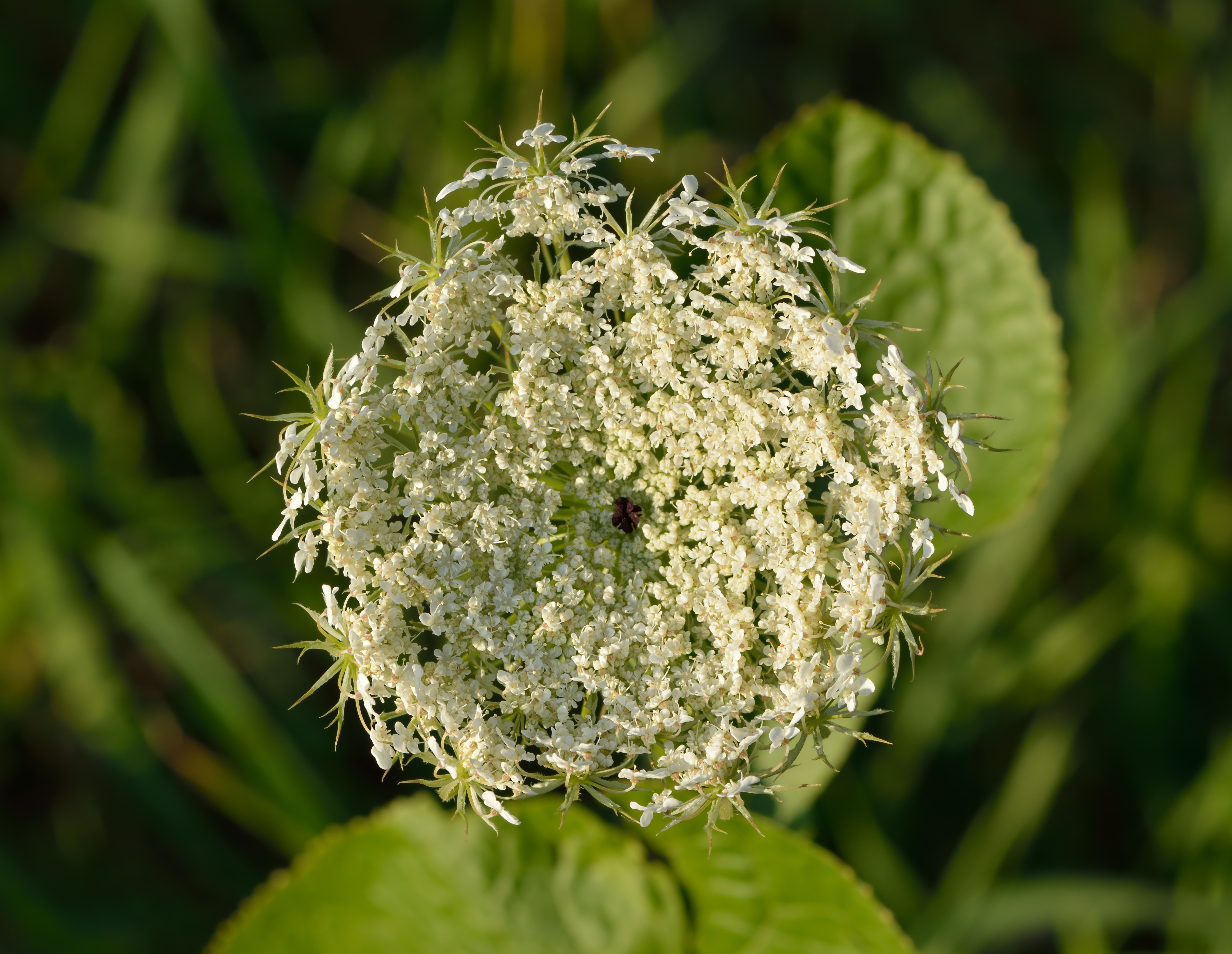
L'inflorescence de certaines variétés a une fleur centrale stérile (appelée « Mouche de la carotte[14] »), d'un pourpre foncé, dont le rôle reste encore débattu[15].
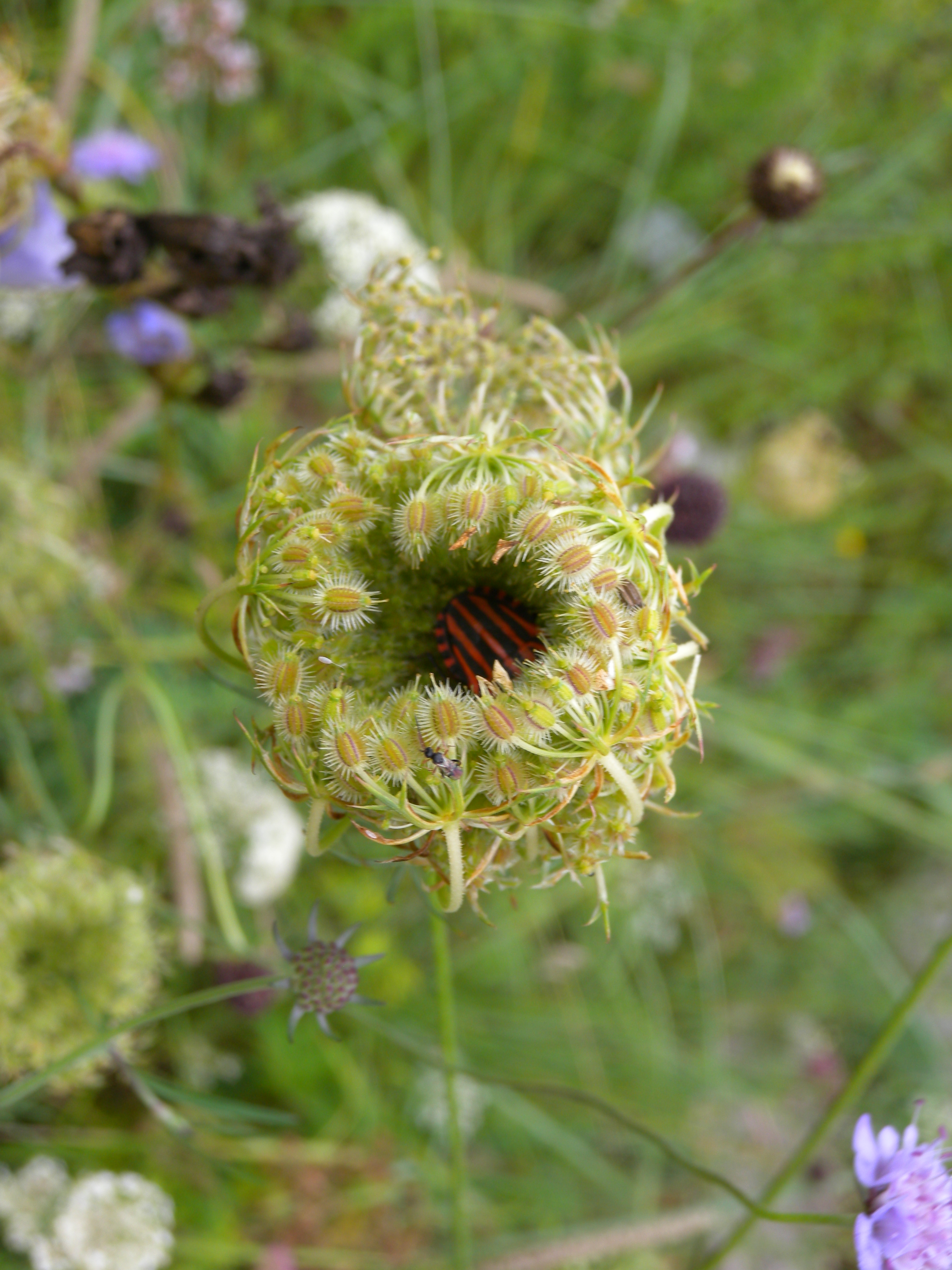
Graphosome rayé dans le « nid d'oiseau ».

### Confusions possibles
Semblable d'aspect général à la mortelle ciguë, ce qui peut suffire à provoquer un accident fatal, Daucus carota s'en distingue par un ensemble de caractères : feuilles tri-pennées, présence de poils fins sur ses solides tiges vertes (sans coloration violette ou rougeâtre) et sur ses feuilles, racine et feuilles froissées à odeur caractéristique de carotte, et parfois présence d'une unique fleur rouge foncé au centre de l'ombelle,. Le Torilis des champs est souvent confondu avec la carotte sauvage avec qui il est souvent associé (plantes de milieu sec, à fort ensoleillement). Le Torilis est une plante à poils apprimés rêches (longs poils visibles chez la carotte) d'où sa tige scabre, mais sans poils sur la gaine foliaire (observables à la loupe de poche chez la carotte).

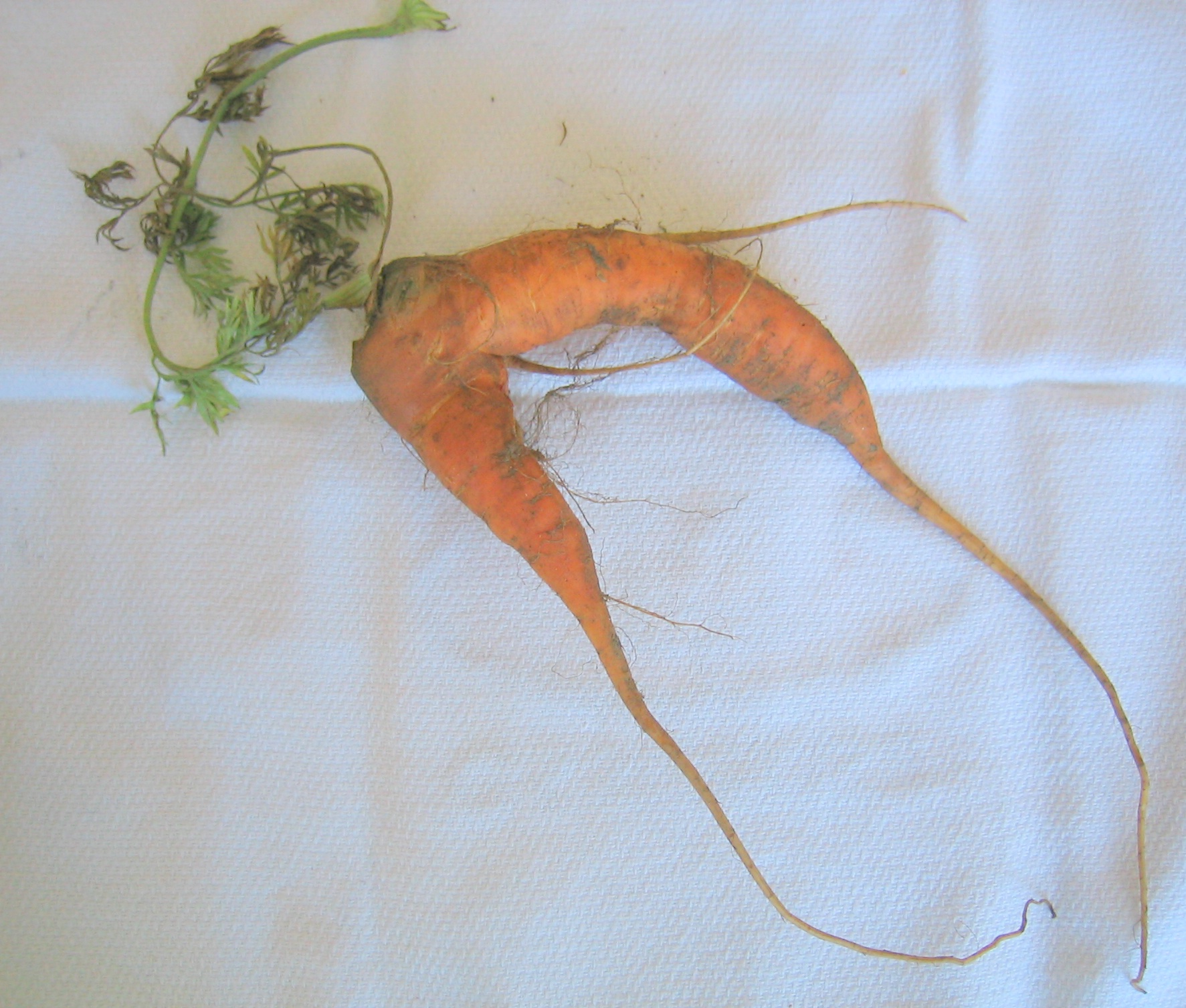
Carotte bifide en terrain caillouteux.
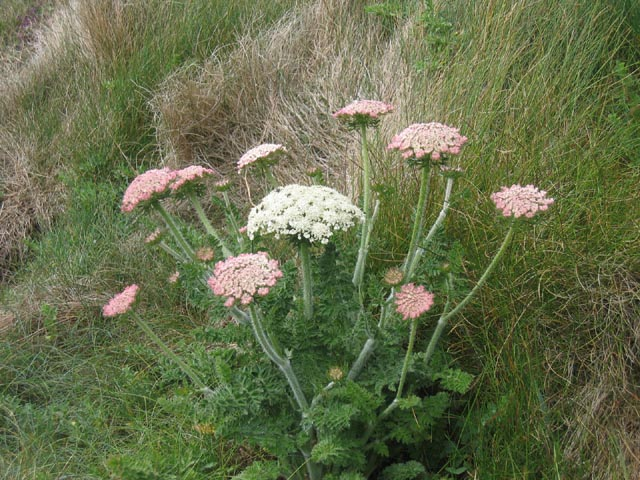
Plant fleuri de Daucus carota subsp. gummifer (carotte à gomme).
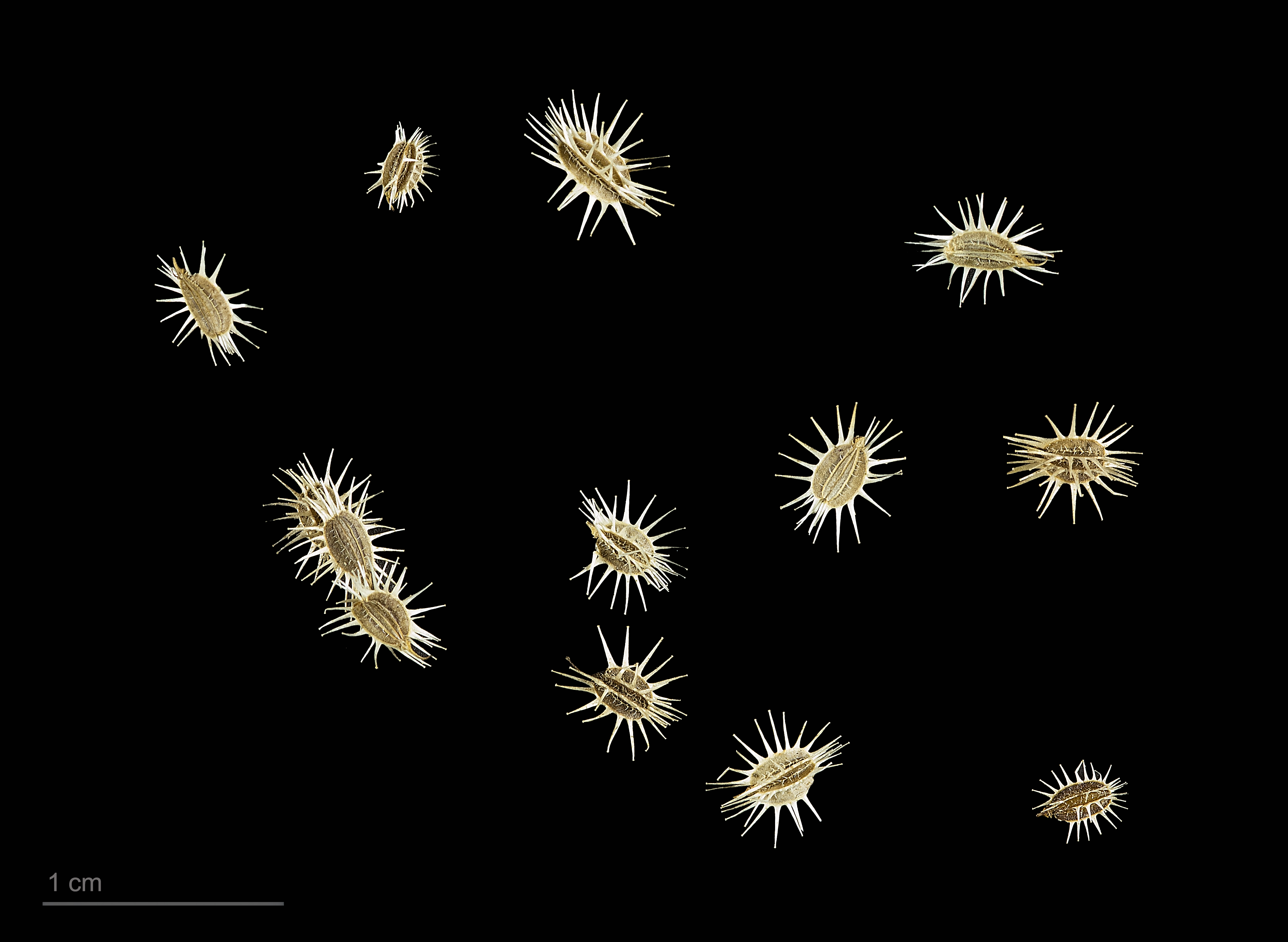
Fruits (diakènes) de Daucus carota subsp. maximus.
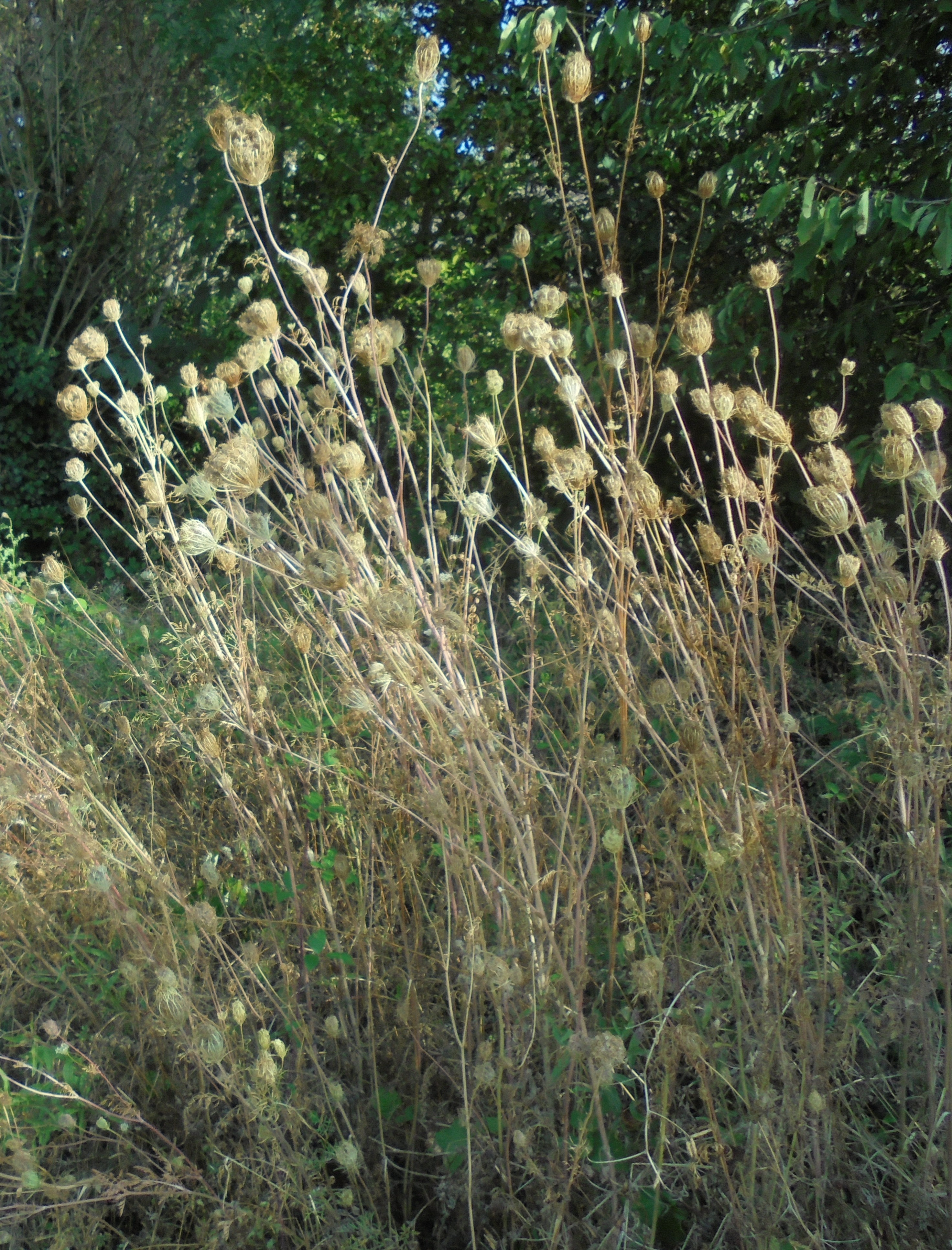
Carottes sauvages en fin d'été dans une friche.
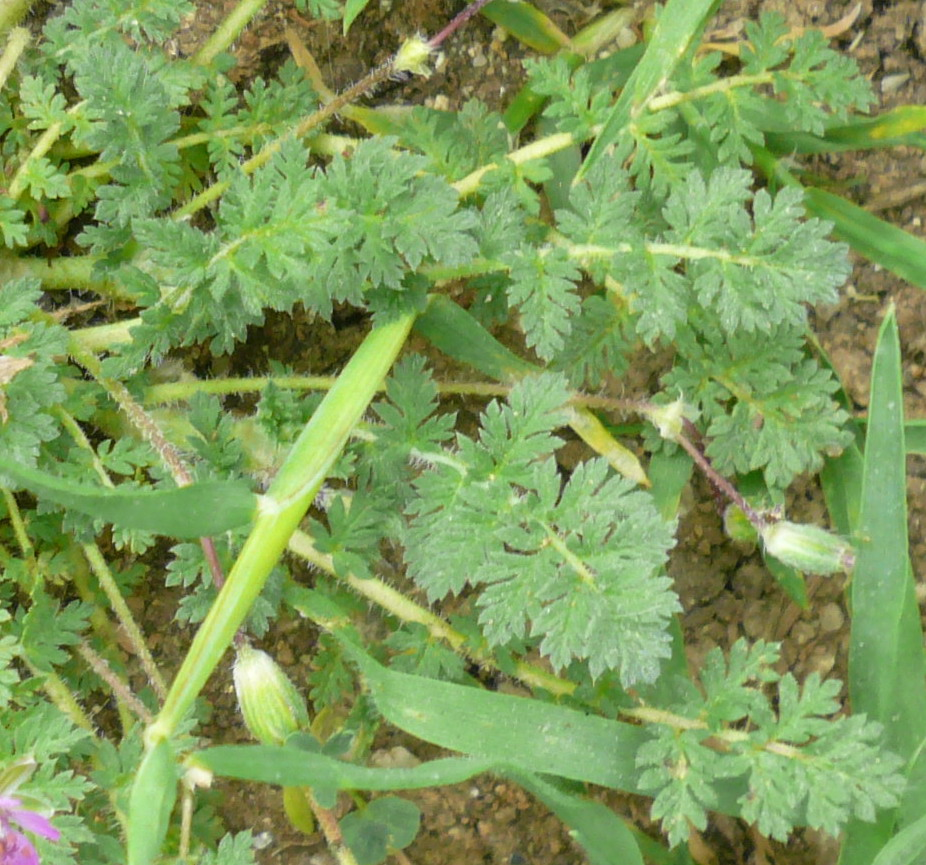
La rosette d'Erodium cicutarium ressemble à celle de la carotte mais n'a pas son parfum caractéristique.

## Distribution
Daucus carota est une espèce probablement originaire d'Asie occidentale ou du Proche-Orient, mais son aire de répartition actuelle englobe toutes les régions tempérées et chaudes du monde, notamment le bassin méditerranéen, l'Asie sud-occidentale, l'Afrique tropicale, l'Australie et l'Amérique du Nord et du Sud.
Espèce thermophile et héliophile présente dans les milieux à sols secs, elle est considérée comme une mauvaise herbe des cultures dans de nombreux pays. Espèce neutrocalcicole, mésoxérophile à tendance nitrocline, elle vit typiquement sur des pentes montagneuses, dans des « friches vivaces et prairies sèches, pelouses calcicoles, bermes, talus, bords des cultures et jachères ». Présentant un caractère anthropophile, elle s'immisce dans toutes les formations rudérales sèches (Onopordetalia acanthii),.

## Taxinomie
L'espèce Daucus carota a été décrite officiellement pour la première fois par Linné dans son Species Plantarum publié en 1753.

### Synonymes
Au cours de son histoire taxinomique, l'espèce a reçu un certain nombre de synonymes :
- Carota sylvestris (Mill.) Lobel ex Rupr.[24]
- Caucalis carnosa Roth[24]
- Caucalis carota (L.) Huds., 1778[1],[24]
- Caucalis daucus Crantz, 1767[1],[24]
- Daucus aegyptiacus Hornem., 1813[1]
- Daucus agrestis Raf., 1838[1],[24]
- Daucus alatus Poir.[24]
- Daucus allionii Link[24]
- Daucus australis Kotov[24]
- Daucus blanchei Reut., 1867[1],[24]
- Daucus ceretanus Sennen[1]
- Daucus blanchei Reut.[24]
- Daucus brevicaulis Raf.[24]
- Daucus carota var. brachycaulos Reduron[24]
- Daucus carota subsp. caporientalis Reduron[24]
- Daucus carota f. epurpuratus Farw.[24]
- Daucus carota f. fischeri Moldenke[24]
- Daucus carota f. goodmanii Moldenke[24]
- Daucus carota var. linearis Reduron[24]
- Daucus carota var. pseudocarota (Rouy & E.G.Camus) Reduron[24]
- Daucus carota f. roseus Farw.[24]
- Daucus carota f. roseus Millsp.[24]
- Daucus carota subsp. valeriae Reduron[24]
- Daucus communis Rouy & E.G.Camus, 1901[1],[24]
- Daucus communis subsp. carota (L.) Rouy & E.G.Camus, 1901[1]
- Daucus communis subsp. gingidium (L.) Rouy & E.G.Camus, 1901[1]
- Daucus communis var. agrestis Rouy & E.G.Camus, 1901[1]
- Daucus communis var. allionii Rouy & E.G.Camus, 1901[1]
- Daucus communis var. marcidus (Timb.-Lagr.) Rouy & E.G.Camus, 1901[1]
- Daucus communis var. prostratus Rouy & E.G.Camus, 1901[1]
- Daucus communis var. pseudocarota Rouy & E.G.Camus[24]
- Daucus communis var. timbalianus Rouy & E.G.Camus, 1901[1]
- Daucus dentatus Bertol.[24]
- Daucus esculentus Salisb., 1796[1],[24]
- Daucus exiguus Steud.[24]
- Daucus fernandezii Sennen[1]
- Daucus foliosus Guss.[24]
- Daucus gaditanus Boiss. & Reut., 1856[1]
- Daucus gibbosus Bertol.[24]
- Daucus gingidium Georgi[24]
- Daucus gonzaloi Sennen[1]
- Daucus heterophylus Raf.[24]
- Daucus kotovii M.Hiroe[24]
- Daucus levis Raf.[24]
- Daucus marcidus Timb.-Lagr., 1866[1],[24]
- Daucus maritimus With.[24]
- Daucus martellii Gand. ex Calest.[24]
- Daucus montanus Schmidt ex Nyman[24]
- Daucus neglectus Lowe[24]
- Daucus nudicaulis Raf.[24]
- Daucus officinalis Gueldenst. ex Ledeb.[24]
- Daucus polygamus Gouan, 1773[1]
- Daucus polygamus Jacq. ex Nyman[24]
- Daucus scariosus Raf.[24]
- Daucus sciadophylus Raf.[24]
- Daucus siculus Tineo, 1817[1]
- Daucus strigosus Raf.[24]
- Daucus sylvestris Delarbre, 1800[1]
- Daucus sylvestris Mill., 1768[1],[24]
- Daucus vulgaris Garsault[24]
- Daucus vulgaris Lam., 1779[1]
- Daucus vulgaris Neck.[24]
- Platyspermum alatum (Poir.) Schult.[24]
- Tiricta daucoides Raf., 1838[1],[24]

### Liste des sous-espèces et variétés
L'espèce Daucus carota se décline en de nombreuses sous-espèces et variétés.
- sous-espèce Daucus carota subsp. azoricus Franco, 1971[24]
- sous-espèce Daucus carota subsp. cantabricus A.Pujadas, 2002[24]
- sous-espèce Daucus carota subsp. capillifolius (Gilli) Arbizu, 2014[24]
- sous-espèce Daucus carota L., 1753 subsp. carota (type)[1]
  - variété Daucus carota L., 1753 var. carota (type)[1]
- sous-espèce Daucus carota nothosubsp. intermedius (Cord.) Reduron & Lambinon, 2007[1]
  - variété Daucus carota nothovar. intermedius (Cord.) Reduron & Lambinon, 2007[1]
  - variété Daucus carota nothovar. pseudocarota (Rouy & E.G.Camus) Reduron, 2007[1]
- sous-espèce Daucus carota subsp. commutatus (Paol.) Thell., 1926[1]
  - variété Daucus carota var. commutatus Paol., 1900[1]
  - variété Daucus carota var. tenuisectus (Degen ex Palyi) Reduron, 2007[1]
- sous-espèce Daucus carota subsp. corsoccidentalis Reduron, 2017[24]
- sous-espèce Daucus carota subsp. drepanensis (Arcang.) Heywood, 1968[1]
- sous-espèce Daucus carota subsp. fontanesii Thell., 1926[24]
- sous-espèce Daucus carota subsp. gadecaei (Rouy & E.G.Camus) Heywood, 1968[1]
- sous-espèce Daucus carota subsp. gummifer (Syme) Hook.f., 1884[1],[24]
  - variété Daucus carota var. fontanesii (Thell.) Reduron, 2007[1]
  - variété Daucus carota var. gummifer (Syme) Hook.f., 1884[1]
- sous-espèce Daucus carota subsp. halophilus (Brot.) A.Pujadas, 2002[24]
- sous-espèce Daucus carota subsp. hispanicus (Gouan) Thell., 1926[1]
  - variété Daucus carota var. brachycaulos Reduron, 2007[1]
  - variété Daucus carota var. hispanicus (Gouan) Thell., 1926[1]
  - variété Daucus carota var. linearis Reduron, 2007[1]
- sous-espèce Daucus carota subsp. hispidus (Desf.) Heywood, 1968[1]
- sous-espèce Daucus carota subsp. halophilus (Brot.) A.Pujadas[24]
- sous-espèce Daucus carota subsp. majoricus A.Pujadas, 2002[24]
- sous-espèce Daucus carota subsp. maritimus (Lam.) Batt., 1889[1]
- sous-espèce Daucus carota subsp. maximus (Desf.) Ball, 1878[1]
  - variété Daucus carota var. mauritanicus (L.) Spreng., 1820[1]
  - variété Daucus carota var. maximus (Desf.) Ball, 1878[1]
- variété Daucus carota var. meriensis Reduron, 2017[24]
- sous-espèce Daucus carota subsp. otaportensis Reduron, 2017[24]
- sous-espèce Daucus carota subsp. sativus (Hoffm.) Schübl. & G.Martens, 1834[1]

## Utilisations

### Alimentaire
Toute la plante est comestible. La racine, consommée crue ou cuite, est tendre et sucrée la première année. « L'année suivante, elle devient ligneuse à l'intérieur, avec pour seule partie comestible une mince couche extérieure charnue mais fibreuse », ce qui la rend inconsommable. Les feuilles (appelées fanes), consommées crues ou cuites, peuvent être ajoutées aux salades que décorent les fleurs. Les Crétois récoltent les jeunes tiges (« stafilinakas ») à la saveur rappelant un peu l'anis. Les fruits dégageant au froissement une odeur très aromatique de poire, forment un excellent condiment qui parfume desserts et boissons.
Un mythe veut que la consommation de carottes rende aimable, et les cuisses ou les fesses roses. Une explication est que le fait de croquer une carotte permet de « mordre », de décharger son agressivité sur l'aliment et de se calmer. Cet adage pourrait s'expliquer aussi par une vieille tradition qui consiste à faire avancer un âne, animal têtu au fort caractère, en mettant une carotte sous son nez, ce qui rendait sa compagnie plus agréable. Quant à la peau rose, elle peut être induite par une importante consommation de végétaux riches en caroténoïdes, ce qui peut entraîner une hypercaroténose. Les caroténoïdes de la carotte peuvent pigmenter et colorer certaines parties du corps qui fixent plus que d'autres la couleur (plis du nez et des lèvres, entre les doigts, plantes des pieds et paumes des mains, voire chez certains hommes de la peau du scrotum) mais pas les cuisses ou les fesses.

### Croyance d'un effet contraceptif
Des textes de la renaissance font état d'une inhibition des graines de la carotte sauvage sur la fixation de l'ovule éventuellement fécondé dans l'utérus. Cet effet n'a jamais été démontré. Les Amish des États-Unis utilisaient ces infusions de fruits de carotte comme moyen de contraception d'urgence, mais on trouve également des traces de cet usage en Europe à travers les temps et en Inde encore aujourd'hui,.

### Symbole
La carotte sauvage est la fleur officielle du comté de Howard (Maryland, États-Unis) depuis le 4 septembre 1984.